# Srisailamgudem Devasthanam
Srisailamgudem Devasthanam là một thị trấn thống kê (census town) của quận Kurnool thuộc bang Andhra Pradesh, Ấn Độ.

## Nhân khẩu
Theo điều tra dân số năm 2001 của Ấn Độ, Srisailamgudem Devasthanam có dân số 6854 người. Phái nam chiếm 52% tổng số dân và phái nữ chiếm 48%. Srisailamgudem Devasthanam có tỷ lệ 54% biết đọc biết viết, thấp hơn tỷ lệ trung bình toàn quốc là 59,5%: tỷ lệ cho phái nam là 65%, và tỷ lệ cho phái nữ là 42%. Tại Srisailamgudem Devasthanam, 14% dân số nhỏ hơn 6 tuổi.